# Szarejki (powiat ełcki)
Szarejki (niem. Sareiken) – wieś w Polsce położona w województwie warmińsko-mazurskim, w powiecie ełckim, w gminie Ełk.
W latach 1975–1998 miejscowość należała administracyjnie do województwa suwalskiego.

## Urodzeni w Szarejkach
- Adam Puza − pierwszy postkomunistyczny prezydent Ełku